# Hlinsko (powiat Przerów)
Hlinsko – miejscowość i gmina (obec) w Czechach, w kraju ołomunieckim, w powiecie Przerów. W 2022 roku liczyła 241 mieszkańców.